# Voblex
Voblex är en spinnare från Frankrike och är utrustad med en trekrok. Woblex liknar Mörrumsspinnaren, som är utrustad med ett huvud för att förhindra tvinning av linan, dock är huvudet tillverkat i gummimaterial inte metall som hos Mörrumsspinnaren.